# Miodrag Lekić
Miodrag Lekić est un homme politique monténégrin. En 2013, il est candidat à l'élection présidentielle face à Filip Vujanović,,,.
Il a écrit un livre intitulé "La mia guerra alla guerra".